# Braquinins
Els braquinins (Brachininae) són una subfamília de coleòpters dins la família Carabidae. Alguns dels seus membres són capaços d'expulsar per l'anus una substància repuganatòria defensiva, acompanyada d'una petita detonació, per la qual cosa es coneixen com a escarabats escopeters o bombarders.

## Taxonomia
La subfamília Brachininae conté els següents gèneres:
- Aptinoderus Hubenthal, 1919
- Aptinus Bonelli, 1810
- Brachinulus Basilewsky, 1958
- Brachinus Weber, 1801
- Brachynillus Reitter, 1904
- Crepidogaster Boheman, 1848
- Crepidogastrillus Basilewsky, 1959
- Crepidogastrinus Basilewsky, 1957
- Crepidolomus Basilewsky, 1959
- Crepidonellus Basilewsky, 1959
- Mastax Fischer von Waldheim, 1828
- Pheropsophus Solier, 1833
- Styphlodromus Basilewsky, 1959
- Styphlomerus Chaudoir, 1875